# 青山宗祐
青山 宗祐（あおやま むねすけ）は、江戸時代前期の旗本。一時期、母方の祖父である大久保忠佐の養子となったが、養子解消して実家に戻っている。

## 生涯
慶長13年（1608年）、徳川家譜代の重臣・青山忠俊の次男として誕生した。元和9年（1623年）に父が3代将軍・徳川家光の勘気を受けて蟄居になった際、父と共に相模国高座郡溝郷に蟄居した。
寛永9年（1632年）、家光から許されて再出仕し、書院番となる。寛永11年（1634年）、知行300石を賜る。
寛永21年（1644年）4月9日、駿府城番衛の時に死去（寛永20年（1643年）とも）。享年37（もしくは36）。子は無く、家名は断絶した。